# Hermann Cohen
Hermann Cohen, född 4 juli 1842 i Coswig, död 4 april 1918 i Berlin, var en tysk-judisk filosof inom nykantianismen. Cohen är känd för sina grundliga studier av Immanuel Kants filosofiska system. Cohen grundade Marburgskolan inom nykantianismen.
Cohen blev 1873 docent i Marburg och 1876 professor där som efterträdare till Friedrich Albert Lange. Han utgav de tre grundläggande arbetena Kants Theorie der Erfahrung (1871), Kants Begründung der Ethik (1877) och Kants Begründung der Ästhetik (1889), vilka innehöll en epokgörande ny, logistisk, metafysikfientlig och antipsykologisk uppfattning av den kantska filosofin. Sedan följde Logik der reinen Erkenntnis (1902), Ethik des reinen Willens (1904) och Ästhetik des reinen Gefühls (2 band, 1912), i vilka Cohen utvecklade sin egen fortsättning av kantianismen.